# Boldoot

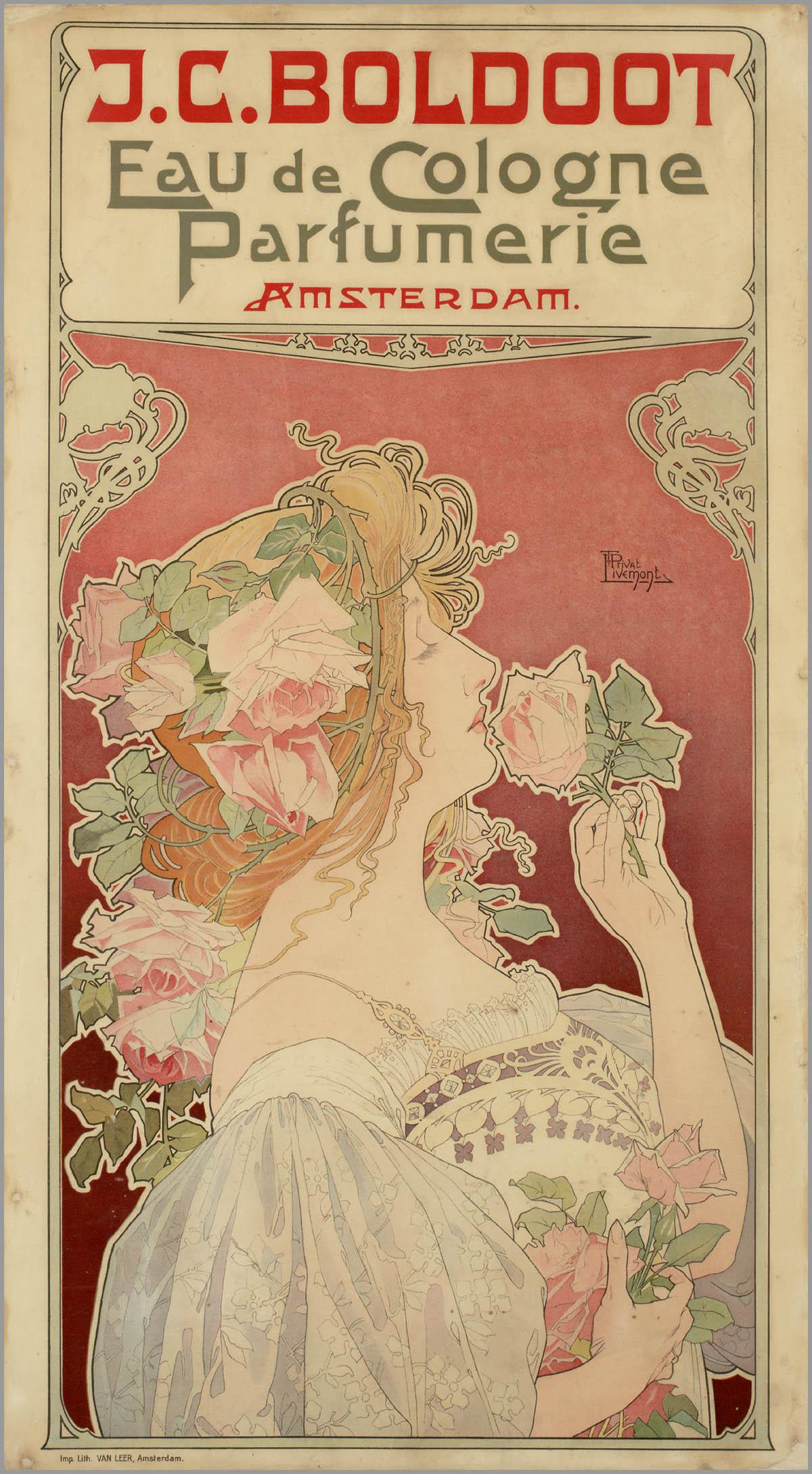
Affiche van de Belgische illustrator Henri Privat-Livemont uit ca. 1897.

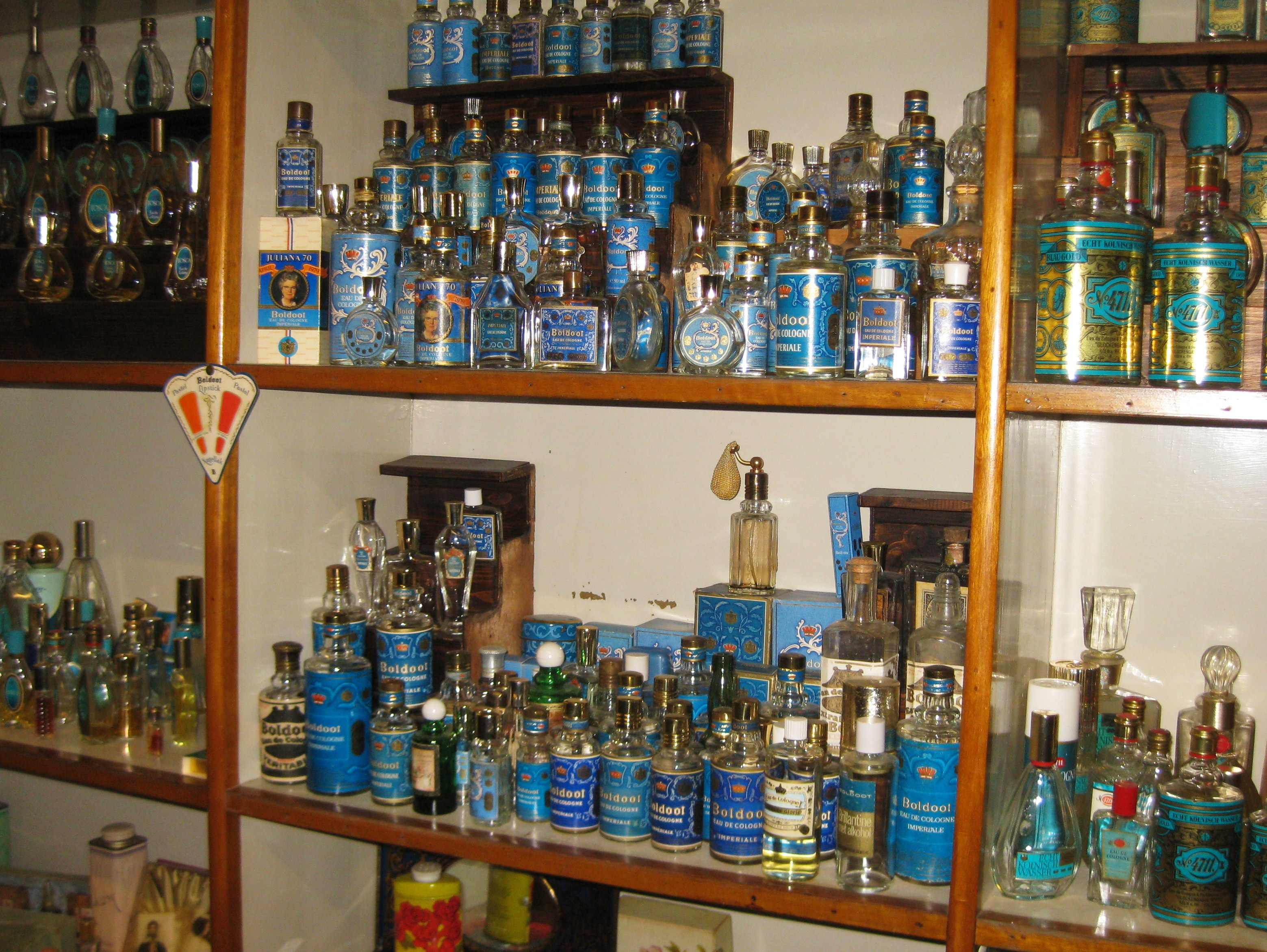
Boldootflesjes in het Oude Ambachten & Speelgoed Museum in Terschuur

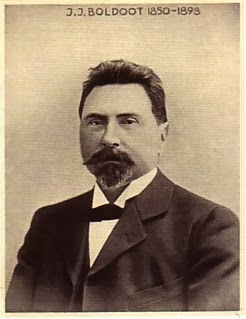
Joannes Jacobus Boldoot, medewerker en zoon van apotheker en grondlegger van Fa. J.C. Boldoot

Boldoot is een merk eau de cologne (in de volksmond ook wel odeklonje of onjeklonje genoemd). Het is genoemd naar de oprichter van het in 1789 gestarte familiebedrijf, dat op 15 mei 1899 werd omgezet in de N.V. Eau de Colognefabriek voorheen J.C. Boldoot.

## Geschiedenis
Jacobus Cornelis Boldoot (1766-1838) begon op 1 mei 1789 in Amsterdam een apotheek op het adres Nieuwezijds Voorburgwal 46. Daar verkocht hij allerlei poedertjes, zalfjes en een zelf ontwikkeld op alcohol gebaseerd geneesmiddel. In 1823 kwam zijn neef Jacobus Cornelis Boldoot (1809-1876) in de leer. Rond 1865 werd de productie verplaatst naar Singel 92 en 94.
In 1871 trad Joannes Jacobus Boldoot (1850-1898) toe tot de firma, die op 21-jarige leeftijd bij Koninklijk Besluit meerderjarig is verklaard. Eau de cologne werd vanaf 1876 ook in zeep verwerkt. Boldoot werd hofleverancier van vijf hoven: Nederland, België, Spanje, Portugal en Italië. Boldoot was een van de eerste bedrijven met telefoon, namelijk in 1881. In 1882 kwam er een gasmotor, waarmee het bedrijf ook voorop liep. Na het overlijden van J.J. Boldoot is de firma vanwege het gebrek aan een opvolger in een naamloze vennootschap omgezet.
Inmiddels had de firma Boldoot al 16 panden aan het Singel en in de Langestraat als productieruimten in gebruik. In 1902 verplaatste Boldoot een deel van de productie naar een nieuwe zeepfabriek aan de Haarlemmerweg. De Eerste Wereldoorlog leidde tot grondstofschaarste, maar daarna ging het bergopwaarts. Er kwam een Boldootmuseum in een fraaie winkel in de Kalverstraat 96, In 't geurighe Rooske geheten. Het pand is vanwege de pui uit 1918 een beschermd monument.
In 1938 volgde de definitieve verhuizing naar de fabriek bij Sloterdijk. De economische crisis en de Tweede Wereldoorlog brachten het bedrijf veel schade; de zaak moest in 1942 geliquideerd worden. Na de Tweede Wereldoorlog heropgericht als commanditaire vennootschap breidde de firma echter weer geleidelijk uit en ging ook tandpasta's, cosmetische producten en wrijfwas maken.
In 1961 werd Boldoot overgenomen door Koninklijke Zwanenberg Organon en later werd het een onderdeel van de Consumentenproductendivisie van AKZO. In 1977 verhuisde het bedrijf naar Apeldoorn waar de productie werd overgenomen door Aerofako (eveneens onderdeel van AKZO Consumentenproductendivisie) en de commerciële activiteiten werden verzelfstandigd. Boldoot werd in 1984 verkocht aan British American Cosmetics.  In 1987 is het bedrijf verkocht aan Douwe Egberts-Sara Lee. Daarna is het merk nog vele malen in andere handen overgegaan. Rond 2007 kocht een afstammeling van de oprichter het, zodat het nu weer familiebezit is. "Boldoot" is anno 2015 nog steeds te koop, maar de verpakking doet in niets meer aan het klassieke merk terugdenken.

## Wetenswaardigheden
- In Amsterdam en Drenthe heette de beerwagen in de volksmond de Boldootkar.
- In Tilburg werd regelmatig de naam "Valdoot" gebezigd.
- Tijdens de Duitse bezetting was bij wijze van kleine verzetsdaad 4711 is goed, maar Boldoot is beter! publiekelijk uitgesproken. In Oosterhout werd de naam Bol in verband gebracht met een beruchte lokale aanhanger van de NSB, wat de motivatie vormde voor het ontstaan van deze verzetsuitspraak, waarmee men enerzijds deze persoon Bol dood wenste, terwijl men formeel slechts een consumentenvoorkeur uitsprak.